# Ataenius windjanae
Ataenius windjanae är en skalbaggsart som beskrevs av Zdzisława Stebnicka och Henry Fuller Howden 1997. Ataenius windjanae ingår i släktet Ataenius och familjen Aphodiidae. Inga underarter finns listade.